# Дрезденський вівтар
Дрезденська вівтар — триптих виконаний німецьким художником епохи Відродження Альбрехтом Дюрером. Він був створений між 1496 та 1497 роками. Можливо робота над триптихом продовжувалася також у 1503—1504 роках. Зараз він експонується у Дрезденській картинній галереї.

## Історія
Триптих був одним з перших замовлень отриманих від Фредеріка III, курфюрста Саксонії. Його замовили разом із поліптихом «Сім скорбот» та портретом Фрідріха III Саксонського. Дюрер познайомився з курфюрстом під час короткого перебування останнього в Нюрнберзі в квітні 1496 року.
Триптих мав розміщуватися в каплиці Віттенберзького замку і спочатку повинна була бути лише центральна панель із зображенням Марія з Немовлям. Використання темпери (в районі, де досить поширений олійний живопис), переважно пов'язують з потребою швидкого завершення роботи над триптихом.
Дві бічні віконниці були додані пізніше у 1503—1504 роках, можливо, після епідемії чуми. Такому припущенню сприяють зображнені сюжети: святий Себастьян, покровитель заражених, та святий Антоній Ігумен, захисник від ерготизму.
Датування та атрибуція бічних віконниць й досі викликає суперечки в середині професійних мистецтвознавців.

## Опис
На відміну від більшості тогочасних триптихів, бокові віконниці не могли закриватися через використання полотна.
В центральній частині зображена Богородиця, яка поклоняється малому Ісусу, що спить на подушці над широким парапетом.
Книга, що лежить біля нього уособлює Святе писання, а груша є алегоричним зображенням первородного гріха . Зовнішній вигляд Богородиці нагадує твори Дірка Баутса, а також твори Скварчоне і Андреа Мантенья. Цілком ймовірно, що на триптиху Дюрер зобразив свою дружину Агнес Фрей.
Кімната позаду Богородиці й Ісуса має ширококутну перспективу. Вона умовно розширюється на інші кімнати з майстернею святого Йосифа, а міський пейзаж з'являється з вікна. Верхню частину сцени населяють ангели: одні тримають корону Богородиці в повітрі, а інші поширюють пахощі з кадила. Бічні панелі також містять численні путто на задньому плані. Але велика різниця в стилі могла вказувати на роботу помічників художника.

## Галерея

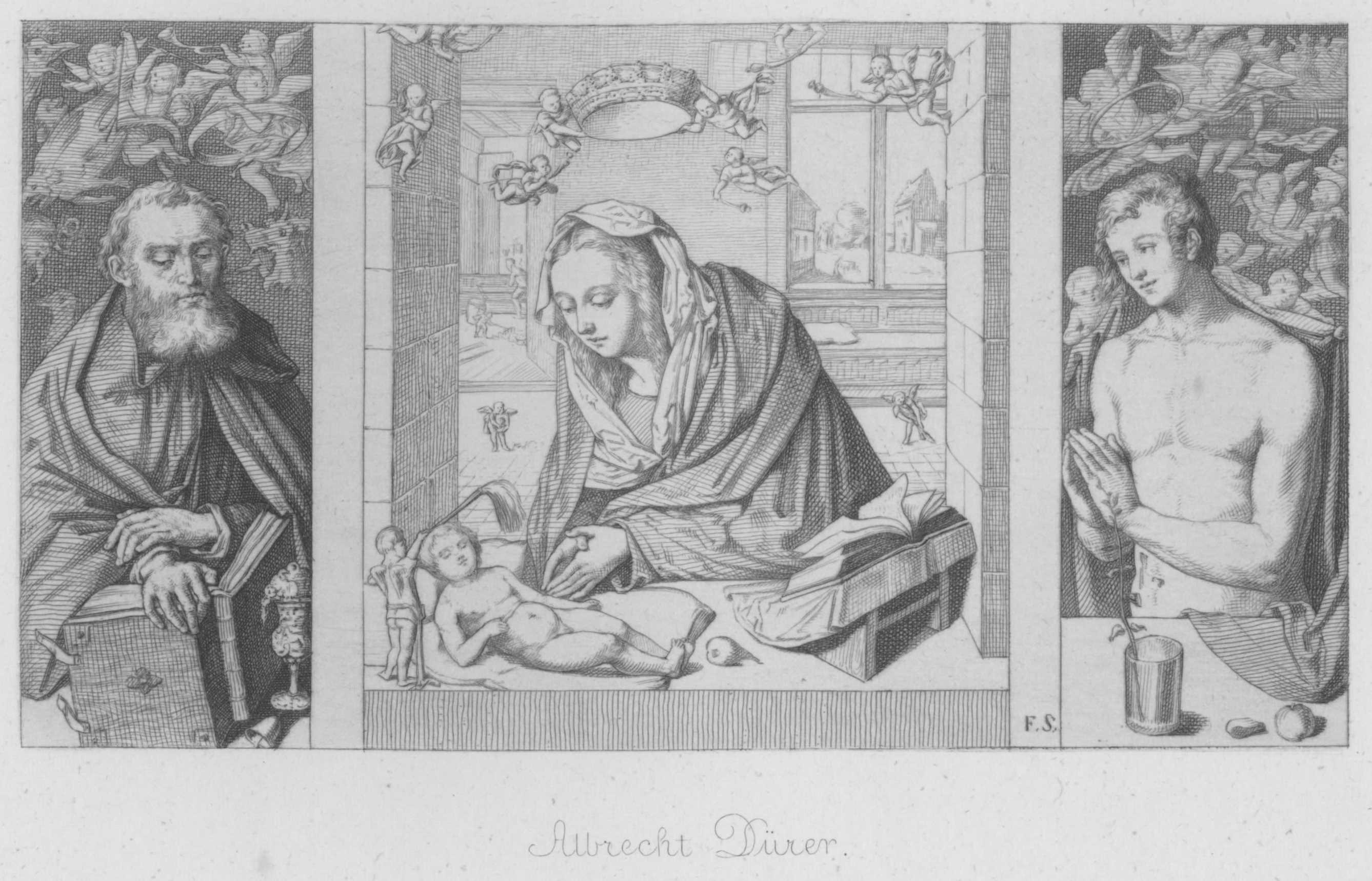
Гравюра авторства Карла Фрідріха Сайферта
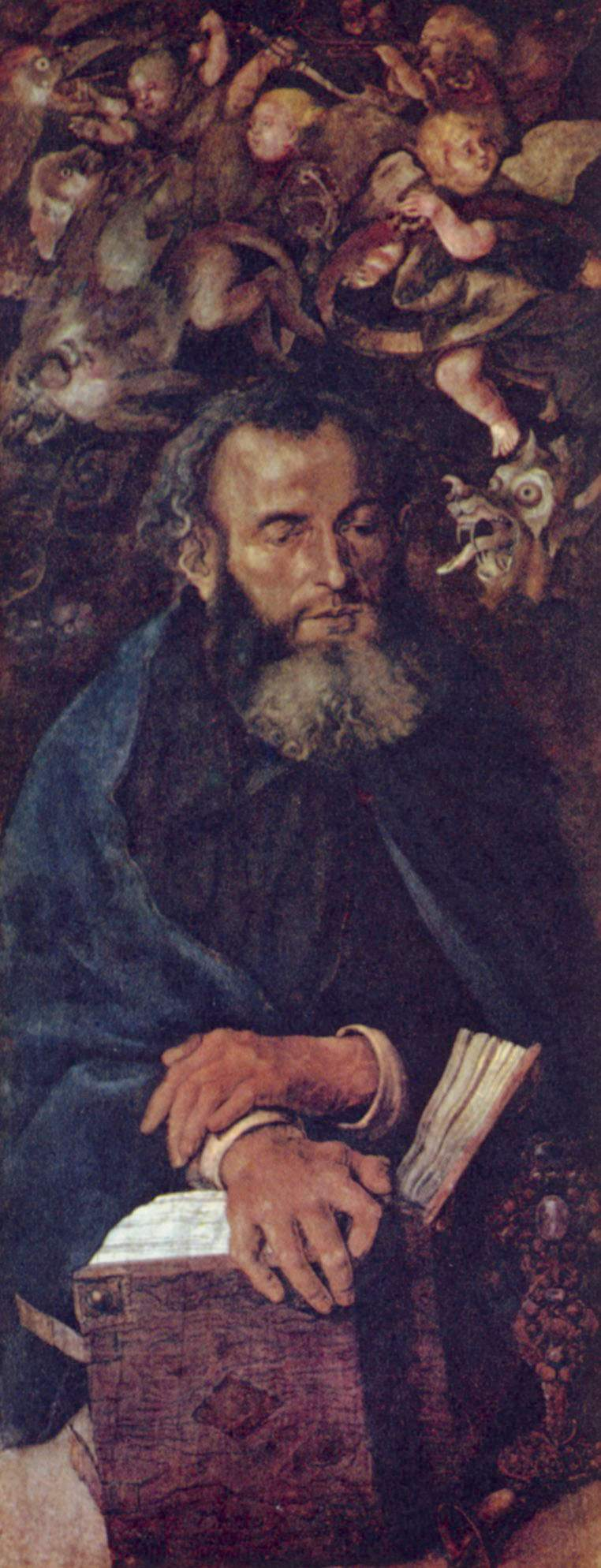
Святий Себастьян
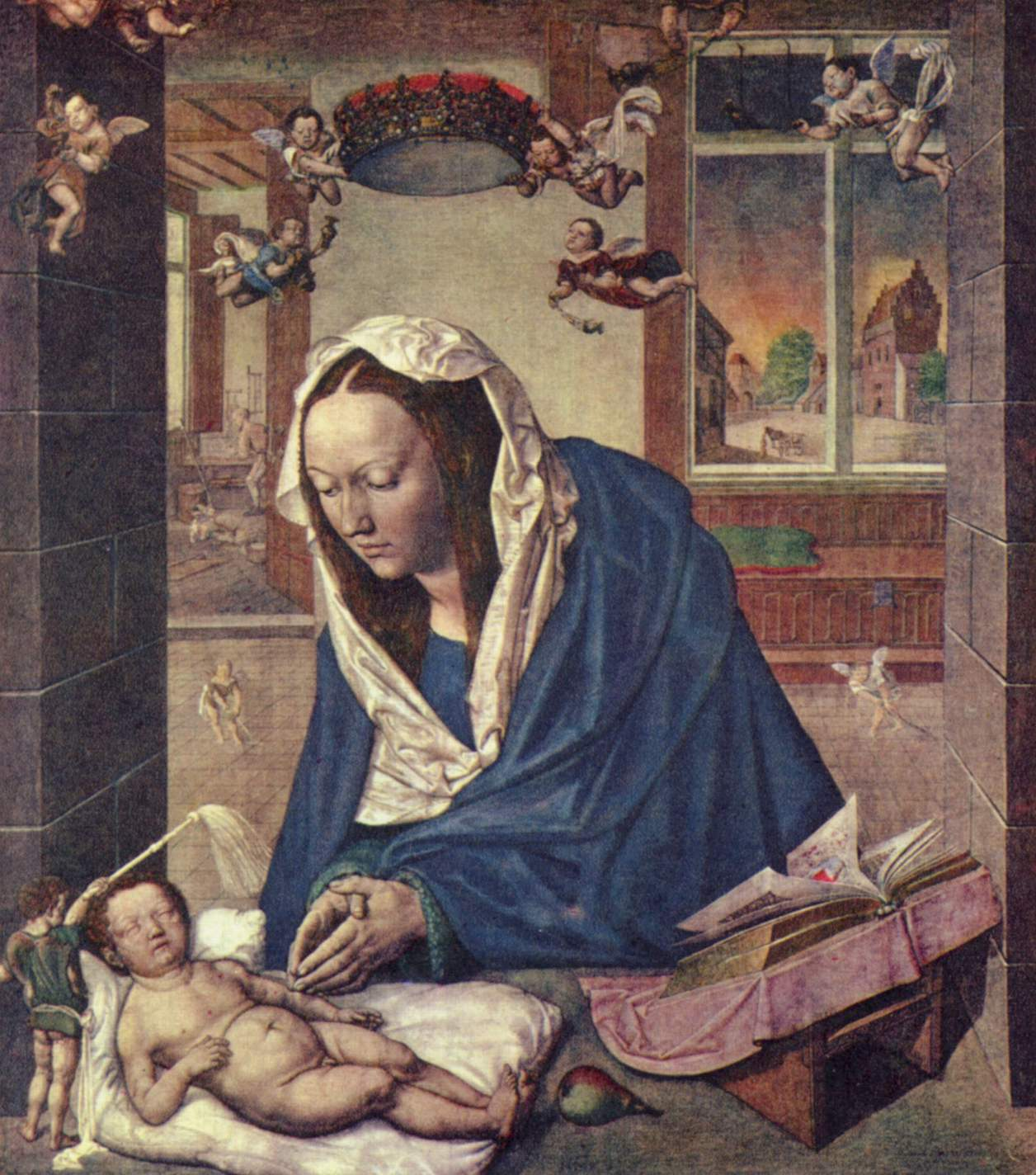
Богородиця з маленьким Ісусом
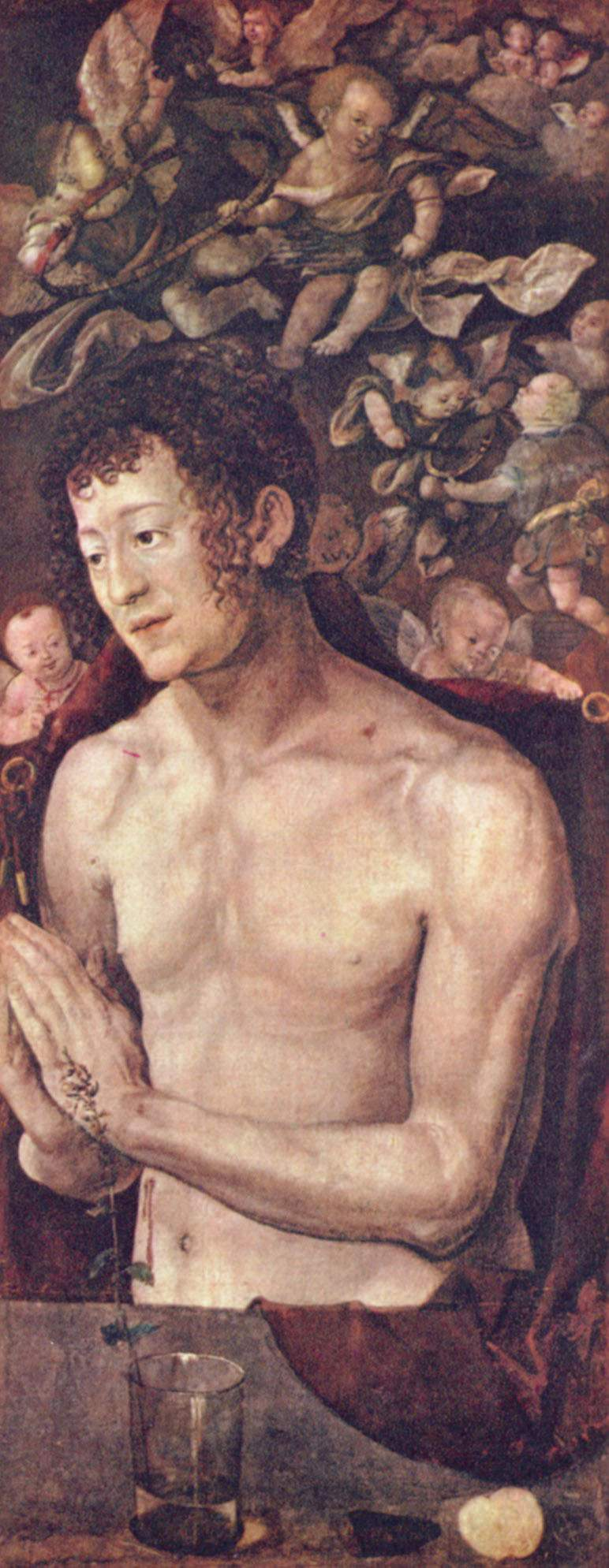
Святий Антоній Ігумен
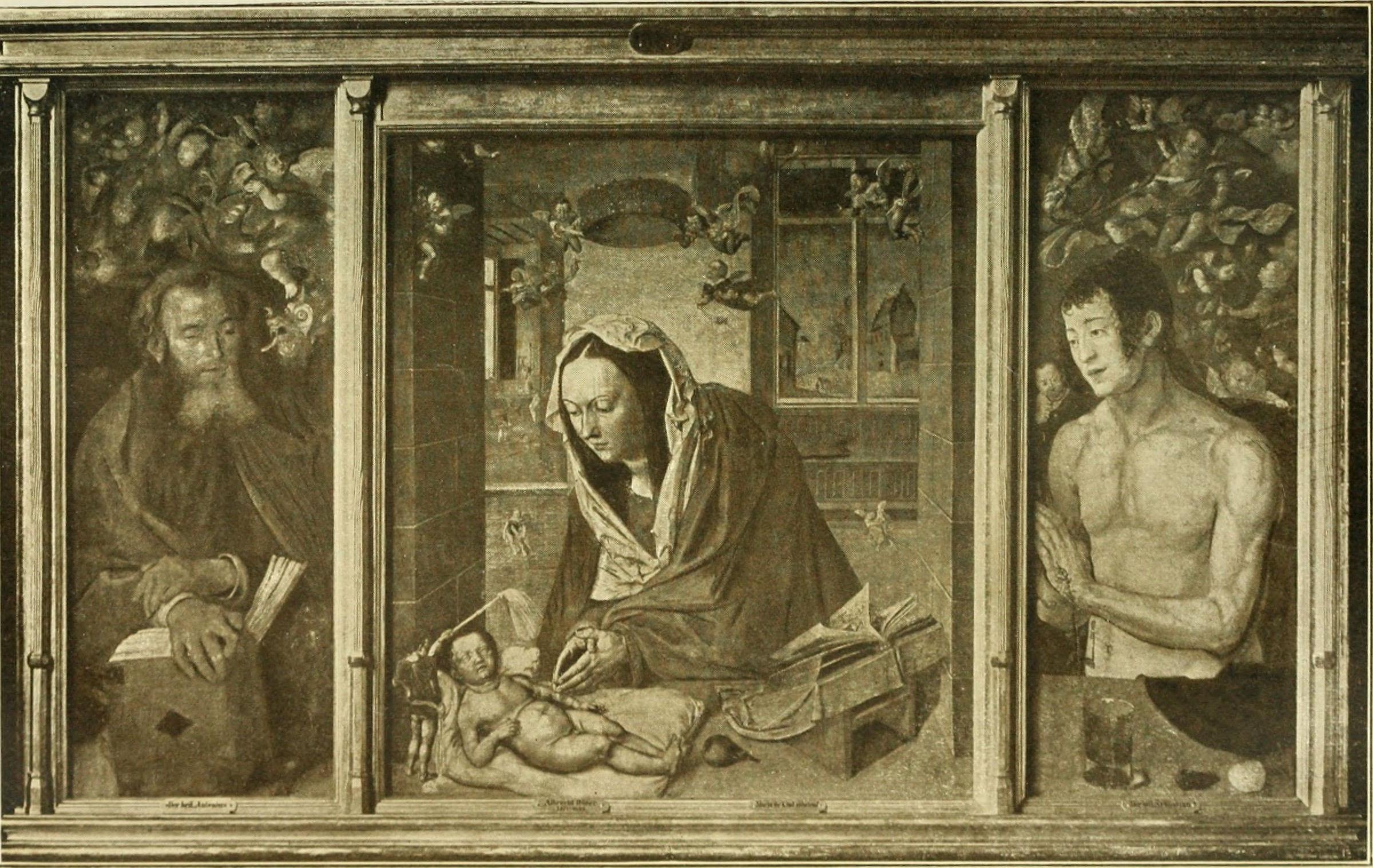